# Jordanka Blagoeva
Jordanka Blagoeva-Dimitrova (rođ. Ivanova) (bugarski: Йорданка Благоева; Oblast Montana, 19. siječnja 1947.) umirovljena je bugarska skakačica u vis i držačica svjetskog rekorda u ženskom skoku u vis između 1972. i 1974. godine. Nastupila je na četirima Olimpijskim Igrama: 1968., 1972., 1976. i 1980. te na njima osvojila jedno srebrno (1972.) i jedno brončano odličje (1976.)
Na svom nastupu na Ljetnoj univerzijadi 1965. u Budimpešti osvojila je naslov svjetske studentske prvakinje u skoku u vis s prekočenih 1,65 metara.
Osvojila je zlato, srebro i broncu na Europskim dvoranskim prvenstvima 1969., 1972. i 1973. godine.
U vrjieme držanja svjetskog rekorda bila je najbolje plasirana europska skakačica u vis, a 1972. godine je i diplomirala skakačke atletske discipline na Športskoj akademiji.
Nakon završetka karijere bila je predsjednica Bugarskog aerobik saveza.
Bila je devetostruka bugarska državna prvakinja u skoku u vis: 1965., 1968., 1969., 1972., 1973., 1975., 1977., 1979. i 1980.